# Cricetomys emini
Cricetomys emini és una espècie de mamífer rosegador de la família dels nesòmids. Viu a Angola, Benín, Burundi, el Camerun, la República Centreafricana, el Congo, la República Democràtica del Congo, Costa d'Ivori, Guinea Equatorial, el Gabon, Ghana, Guinea, Libèria, Nigèria, Ruanda, Sierra Leone, Tanzània, Togo i Uganda. El seu hàbitat natural són els boscos primaris o secundaris tropicals humits. És una espècie en risc mínim, és a dir, no sembla que hi hagi cap amenaça significativa per a la seva supervivència.
L'espècie fou anomenada en honor de l'explorador i funcionari alemany Emin Paixà.